# Antharavalli, Malavalli
Antharavalli là một làng thuộc tehsil Malavalli, huyện Mandya, bang Karnataka, Ấn Độ.